# Sergej Kozyrev
Sergej Vadimovič Kozyrev (in russo Сергей Вадимович Козырев?; 18 settembre 2002) è un lottatore russo specializzato nella lotta libera.

## Palmarès
- Europei

Varsavia 2021: argento nei 97 kg.
- Giochi olimpici giovanili

Buenos Aires 2018: oro nei 110 kg.